# Chigasaki
Chigasaki (jap. 茅ヶ崎市 Chigasaki-shi) – miasto w Japonii, w prefekturze Kanagawa, na wyspie Honsiu. Chigasaki jest jednym z „miast specjalnych” (jap. 特例市 tokurei-shi).

## Położenie
Miasto leży w centrum prefektury Kanagawa nad Oceanem Spokojnym. Graniczy z:
- Hiratsuką
- Fujisawą
- Samukawą

## Historia
Obszar w obrębie Chigasaki jest zamieszkiwany od czasów prehistorycznych. W 1889 roku, wraz z wprowadzeniem nowego podziału administracyjnego, powstała wioska Chigasaki. 1 października 1908 roku, w wyniku połączenia z wioskami Tsurugamine (jap. 鶴嶺村) i Shōrin (jap. 松林村), Chigasaki zdobyło status miasteczka (chō). Status miasta uzyskało 1 października 1947 roku.
Chigasaki jest popularna w Japonii miejscowością wypoczynkową oraz uzdrowiskową. W mieście rozwinął się przemysł porcelanowy.

## Edukacja
- Bunkyō University

## Populacja
Zmiany w populacji Chigasaki w latach 1970–2015:
| Rok  | Populacja |
| ---- | --------- |
| 1970 | 129 621   |
| 1975 | 152 023   |
| 1980 | 171 016   |
| 1985 | 185 030   |
| 1990 | 201 675   |
| 1995 | 212 874   |
| 2000 | 220 809   |
| 2005 | 228 420   |
| 2010 | 235 081   |
| 2015 | 239 348   |